# Hannafordia
Hannafordia es un género de plantas con flores con cinco especies perteneciente a la familia de las Malvaceae. Es originario de Australia. El género fue descrito por Ferdinand von Mueller y publicado en Fragmenta Phytographiae Australiae 2: 9, en el año 1860. La especie tipo es Hannafordia quadrivalvis F.Muell.

## Especies
- Hannafordia bissillii
- Hannafordia kessellii
- Hannafordia kesselli
- Hannafordia quadrivalvis
- Hannafordia shanesii